# 章正岳
章正岳（?—?），字益孟，别號孟山，江西撫州府臨川縣人，明朝政治人物。

## 生平
登萬曆三十一年（1603年）癸卯科舉人，萬曆三十二年（1604年）聯捷甲辰科進士，為河南杞縣知縣，治河救荒，聲望大起，以卓異徵為吏部郎。

## 家族
弟章光岳，万历四十一年進士，官刑部左侍郎。

## 引用
1. ↑  《万历三十二年甲辰科进士履历便览》：章正岳，孟山，癸未八月二十七日生，癸卯科，刑部政，甲辰授杞县知县，丁未丁憂，庚戌補魏县，卒。